# Milan Menten
Milan Menten (* 31. října 1996) je belgický profesionální silniční cyklista jezdící za UCI ProTeam Lotto–Dstny.

## Hlavní výsledky
2014
Trofeo Karlsberg
vítěz 3. etapy
2016
4. místo Grote Prijs Stad Sint-Niklaas
2017
2. místo Paříž–Tours Espoirs
Okolo jižních Čech
5. místo celkově
vítěz 1. etapy (TTT)
2018
5. místo Paříž–Bourges
5. místo Famenne Ardenne Classic
9. místo Elfstedenronde
2019
7. místo Grand Prix Pino Cerami
8. místo Grand Prix d'Ouverture La Marseillaise
2020
10. místo Gooikse Pijl
2021
CRO Race
vítěz 3. etapy
Kreiz Breizh Elites
 vítěz bodovací soutěže
Národní šampionát
5. místo silniční závod
6. místo Ronde van Limburg
7. místo Binche–Chimay–Binche
9. místo La Roue Tourangelle
9. místo Paříž–Bourges
10. místo Le Samyn
Tour de Wallonie
10. místo celkově
2022
vítěz Grand Prix de la Ville de Lillers
4. místo Ronde van Limburg
4. místo Schaal Sels
Národní šampionát
5. místo silniční závod
7. místo Circuit de Wallonie
8. místo Circuit Franco–Belge
9. místo Druivenkoers Overijse
9. místo Antwerp Port Epic
2023
vítěz Le Samyn
2. místo Grand Prix Criquielion
2. místo Rund um Köln
3. místo Nokere Koerse
4. místo Circuit de Wallonie
Boucles de la Mayenne
5. místo celkově
5. místo Volta Limburg Classic
6. místo Ronde van Drenthe
7. místo Grand Prix de Denain
9. místo Vuelta a Murcia

### Výsledky na Grand Tours
| Grand Tour      | 2023 |
| --------------- | ---- |
| Giro d'Italia   | —    |
| Tour de France  | —    |
| Vuelta a España | 142  |

| —   | Nezúčastnil se |
| DNF | Nedokončil     |